# Cilindro de O'Neill

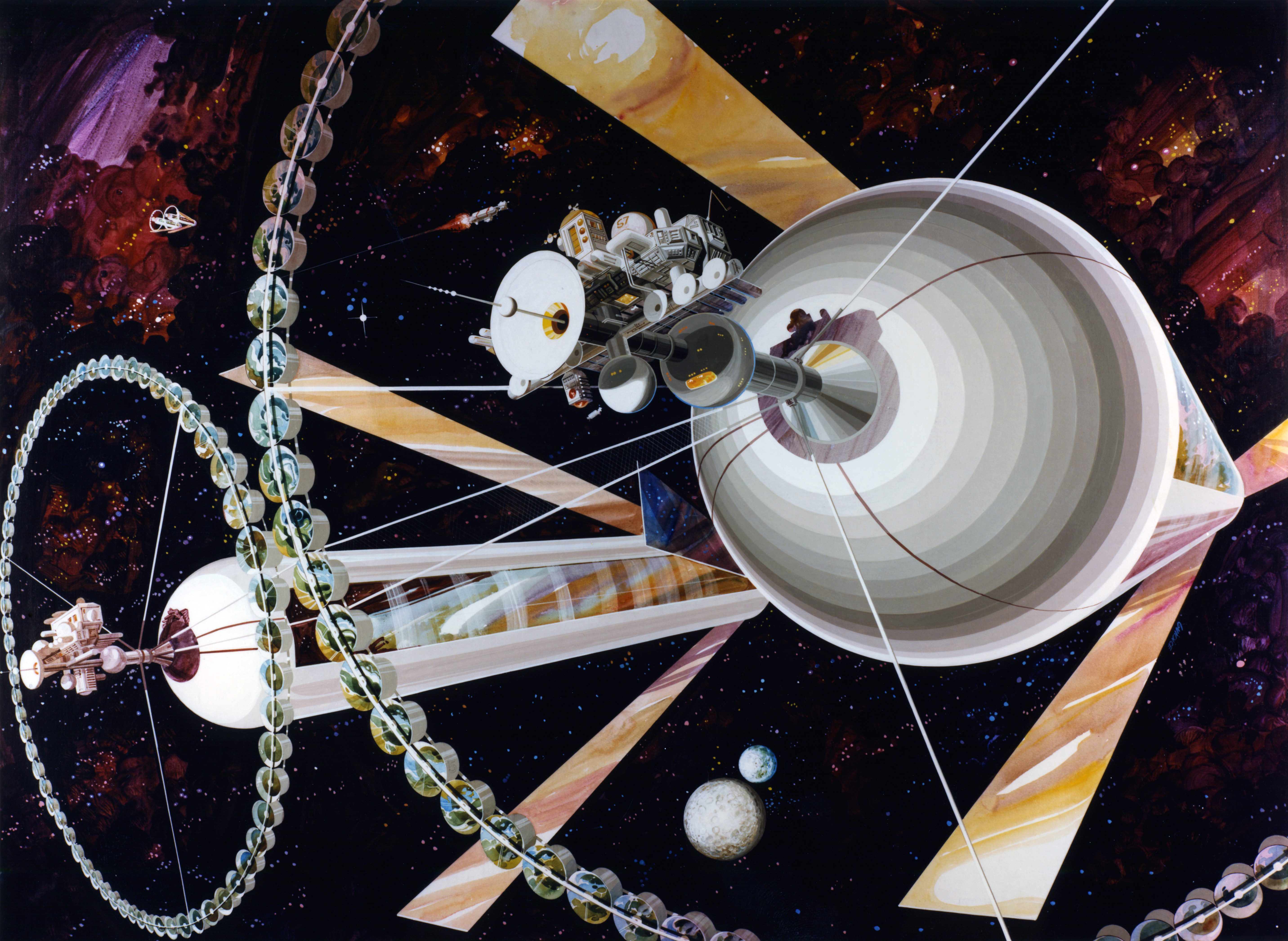
Un par de cilindros de O'Neill.

El cilindro de O'Neill, también llamado Isla III, es un hábitat espacial cuyo diseño fue propuesto por el físico Gerard K. O'Neill en su libro de 1977 The High Frontier (traducido al español como Ciudades del Espacio en 1981). En este, O'Neill propone la colonización del espacio para el siglo XXI mediante el uso de ingeniería espacial construida con materiales de lugares como la Luna o asteroides.
Consta de dos grandes cilindros de rotación opuesta, con dimensiones de 3,2 km de radio y 32 km de largo, que están conectados en cada extremo por una varilla a través de un sistema de rodamientos. Rotan a fin de proporcionar gravedad en sus superficies interiores, que estarían acondicionadas como un medio de vegetación natural con árboles, hierba, arroyos y lagos y es el lugar donde se desarrollaría toda actividad. La circunferencia del cilindro se dividiría en seis regiones, tres “valles” habitables alternando con tres hileras de ventanas que permitirían el paso de la luz solar. 
Además existiría un anillo exterior para la agricultura de quince kilómetros de radio, el cual gira en una velocidad diferente a los cilindros. La zona industrial y la fabricación estaría localizada en eje del cilindro, detrás de la antena parabólica. En esta zona la gravedad es mínima, algo que se tendría en cuenta en algunos procesos de fabricación y otras actividades de la colonia.

## La colonia
Para hacer de la colonia un lugar agradable, sería necesario proveer a la población de gravedad, agua, tierra, aire y Sol natural en un entorno lo más parecido a la Tierra.

### Islas uno, dos y tres
O'Neill creó tres diseños principales:
- La Isla Uno es básicamente una esfera que mide una milla (1,6 km) de diámetro y que gira sobre un eje. La gente viviría sobre la región ecuatorial, donde se produciría una gravedad normal.
- La Isla Dos, diseñada con forma toroidal, es también conocida como Toro de Stanford.
- La Isla Tres consiste en dos cilindros contra rotatorios de 3,2 km de radio y unos 32 km de longitud.

Estos hábitats serían construidos a partir de materiales lanzados desde la Luna con catapultas electromagnéticas.

## Urbanismo de la colonia
La concentración de casas podría ajustarse a las necesidades o gustos de los emigrantes terrícolas. Tanto aquellos que prefiriesen casas unifamiliares dispersas entre árboles en un entorno tranquilo como los que buscasen la compañía humana en poblados de alta densidad podrían encontrar su sitio. O'Neill sugiere dejar los valles libres para pequeñas ciudades, bosques y parques y en los confines de dicho centro crear lagos. Más allá de dichos lagos podrían emplazarse ciudades que se extiendan ladera arriba. Las pequeñas ciudades, alrededor del medio millón de habitantes, podrían ofrecer una oferta cultural variada como conciertos, exposiciones o teatros.

## Gravedad artificial

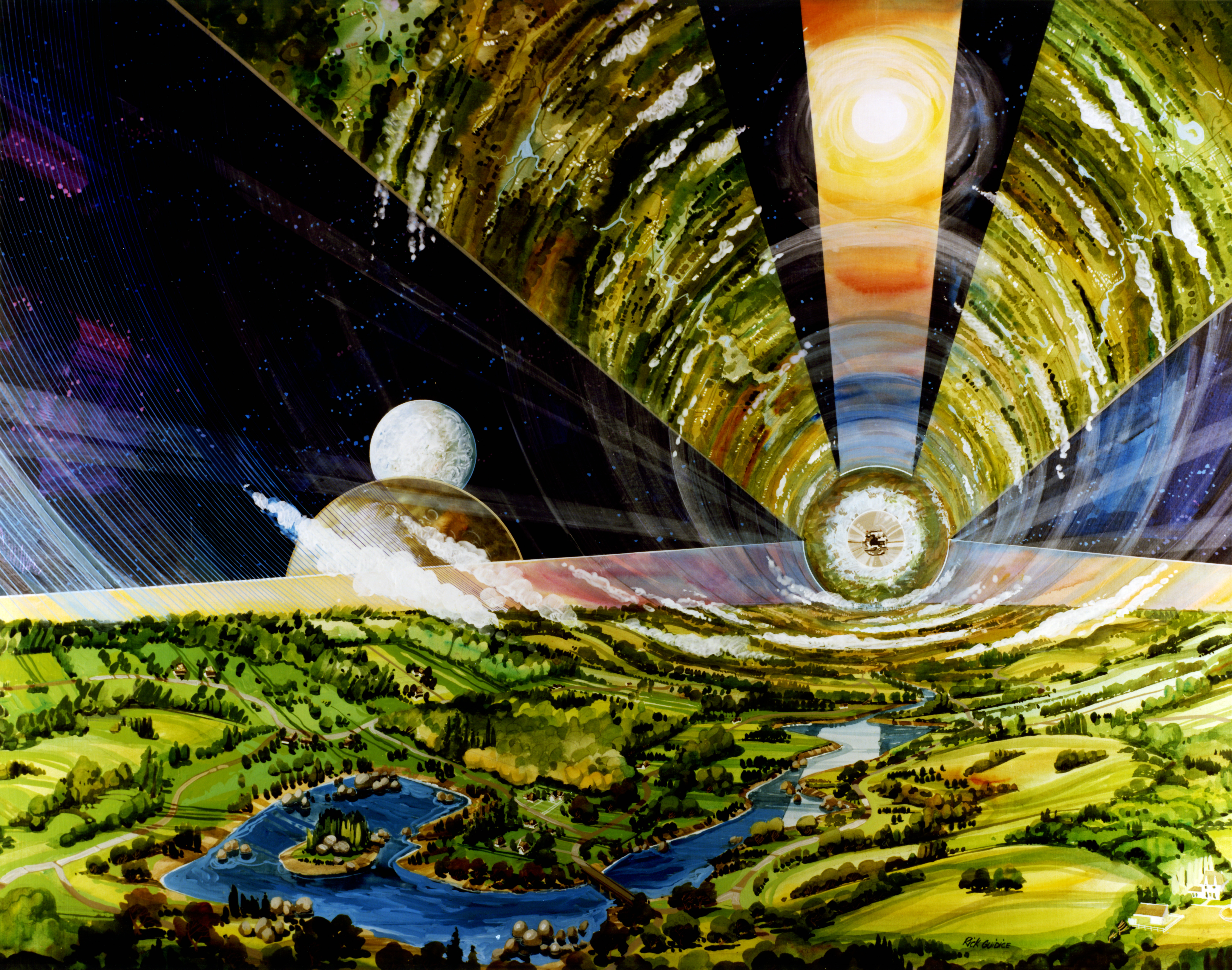
Vista interior, distinguiendo las zonas de tierra y “ventanales”.

La rotación de los cilindros proporciona gravedad artificial en su superficie interna. Debido a su gran tamaño los hábitats girarán en torno a una vez por minuto para producir la gravedad estándar de la Tierra. La NASA realizó experimentos en la rotación de marcos de referencia, los cuales indican que casi nadie tendría experiencia de mareo a causa de los efectos Coriolis en el interior de sus oídos debido a esta baja velocidad de rotación, aunque la gente sería capaz de detectar el sentido de rotación girando la cabeza.
El eje central del hábitat sería una región de gravedad cero y se preveía que sería posible disponer de instalaciones de ocio ubicadas allí.

## Atmósfera y la radiación
El hábitat contendrá una presión de aire alrededor de la mitad del nivel del mar en la Tierra. Esto, además del ahorro de gas, facilitaría la disminución del espesor necesario de las paredes del hábitat. 
En esta escala el aire dentro del cilindro y el casco del cilindro proporcionará la protección adecuada contra los rayos cósmicos.

## Luz solar
Para permitir que la luz pueda entrar en el hábitat el cilindro estará dividido en seis franjas iguales, de las cuales tres serían ventanas transparentes y tres serían “suelo” habitable, intercaladas entre sí. Las grandes ventanas recorren la longitud del cilindro. No se trata solo de cristales, sino que estará formada por distintas secciones de considerable grosor con el fin de ser capaz de manejar la presión de la atmósfera en el hábitat. De vez en cuando un meteorito podría quebrantar uno de estos paneles, lo que ocasionaría una pérdida de la atmósfera, pero los cálculos muestran que esto no causaría una situación de emergencia ya que debido el gran volumen de aire existente dentro del hábitat, se necesitaría bastante tiempo hasta producir daños por descompresión.
Unidos al mismo lado de cada franja de ventanas se encontrarían unos brazos de espejos cuyo propósito es el de reflejar la luz solar a través de las ventanas. Se podría ajustar el ángulo de inclinación de dichos espejos para reflejar la cantidad deseada de luz solar hacia dentro de la colonia y así simular el día y la noche. La noche es simulada mediante la apertura de los espejos, dejando ver la ventana de espacio vacío, lo que también permite radiar calor al espacio. Durante el día, el Sol se refleja con el movimiento de los espejos, creando una progresión natural de los ángulos de sus rayos. Aunque no es visible a simple vista, la imagen del Sol puede parecer que gira debido a la rotación del cilindro. Como acotación al margen, la luz reflejada de los espejos estaría polarizada, lo que podría confundir a las abejas.

## Control de actitud
Las colonias deberían existir en pares, una rotando en dirección contraria a la otra, así la interacción gravitacional entre sí contrarrestaría efectos giroscópicos. Ambas colonias tienen el extremo apropiado apuntando hacia el Sol, lo que facilitaría la regulación de la luz reflejada por los espejos y serviría para ubicar una estación que almacene energía solar.
La contra rotación de los hábitats sirve para cancelar el efecto giroscópico, y es también conveniente para poder controlar la dirección que apuntan los hábitats para mantener correctamente los espejos en ángulo hacia el Sol. El par de cilindros deben de sincronizar su rotación y formar un plano perpendicular a la órbita con los dos ejes de rotación, entonces el par de cilindros puede orientarse hacia el Sol.

## Industria de gravedad cero
Una de las ventajas del concepto del cilindro de O'Neill señaladas en The High Frontier es la llamada industria de gravedad cero. Afirma que a diferencia de los procesos industriales desarrollados en la Tierra, los cuales requieren de movimiento de objetos masivos cuyas instalaciones están dominadas por grúas, raíles y maquinaria destinada a transporte, la industria de gravedad cero no necesitaría invertir en nada de eso, ahorrando costes en términos energéticos, recursos y espacio.

## Cilindros de O'Neill en la ciencia ficción

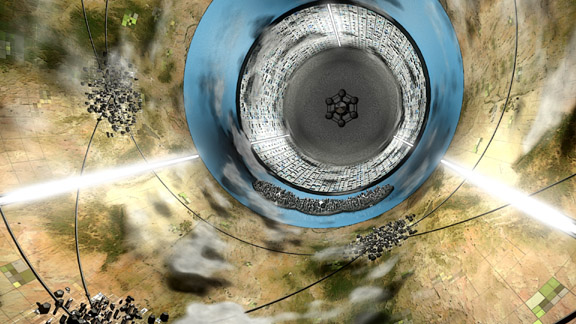
Ilustración del Cilindro de O, en el libro Cita con Rama de Arthur C. Clarke de 1972

Robert A. Heinlein, en su novela Huérfanos del cielo (compilando dos historias publicadas en 1941), presenta cilindros giratorios para emular gravedad. En este caso había muchos niveles concéntricos, en los cuales la gravedad gradual disminuía hacia el centro de la estructura, causando la gravedad nula en el centro mismo.
En la serie de libros Rama, de Arthur C. Clarke, una nave espacial gigantesca extraterrestre similar a los cilindros de O'Neill es explorada por astronautas. Quizás debido a su diseño para viajes interestelares, Rama carece de los espejos y las ventanas de un cilindro de O'Neill, pero tiene luces arregladas en tres tiras a lo largo de su longitud, igual que la colocación de las ventanas. Cita con Rama fue publicada en 1973, periodo en que O'Neill trabajaba en las clases en las cuales su diseño de cilindro fue producido y publicado, por lo tanto los diseños son probablemente independientes.
Jerry Pournelle y John F. Carr compilaron una antología de historias de ciencia ficción sobre cilindros de O'Neill u otros tipos de colonias espaciales, publicadas en 1979 como La última frontera.
En la serie de anime de ciencia ficción Gundam, los cilindros de O'Neill son comunes, sobre todo en el siglo universal, donde nueve mil millones de seres humanos viven en estas colonias. El diseño de la colonia espacial de Gundam, por lo general, es retratado con una velocidad rotatoria mucho mayor que la del diseño original de O'Neill. Esto es en parte por el efecto visual.
En Neuromante de William Gibson aparece Freeside, un cilindro de O'Neill.
En la serie Érase una vez la vida aparece este diseño en el capítulo 26. 
En Los cantos de Hyperion, de Dan Simmons, se hacen múltiples referencias a un esfuerzo masivo de guerra entre la humanidad y una subespecie de humanos que viaja por el espacio gracias a la utilización esencialmente de cilindros de O'Neill montados sobre motores. Ellos cariñosamente son llamados canships (literalmente, «naves lata») por la población más vulgar del universo.
La serie de televisión de ciencia ficción Babylon 5 presenta una estación espacial del estilo del cilindro de O'Neill, con 5 mi (8 km) de largo y sin una sección contrarrotativa. Su precursor, Babylon 4, hizo ecos del concepto Isla Uno. Como Rama, Babylon 5 carece de los espejos y las ventanas de un cilindro de O'Neill y tiene una fuente luminosa fija central. El día y la noche son simulados cuando el paisaje gira alrededor de la fuente luminosa.
En el juego de ciencia ficción Mass Effect de Bioware existe una construcción llamada La Ciudadela, que se correspondería con un cilindro de O'Neill.
En el videojuego Elite Dangerous, última entrega de la serie Elite y desarrollado por Frontier Developments, se utiliza el concepto de la Isla Tres, Cilindro de O'Neill, para recrear el interior de las estaciones, algunas de ellas utilizan el concepto de la Isla Dos, Toro de Stanford, para representar anillos con zonas habitables y haciendo uso de la Isla Uno, Esfera de Bernal, han añadido un tipo de estación llamada Ocellus.
En la película de ciencia ficción Interstellar, dirigida por Christopher Nolan, aparece una colonia que viaja en un cilindro de O'Neill.
En la película de ciencia ficción Elysium, dirigida por Neill Blomkamp, la élite mundial vive en una estación espacial acorde al concepto de Isla Dos, Toro de Stanford.
En la serie The Expanse se muestra la construcción de una nave generacional llamado El Nauvoo, la cual está diseñado como un cilindro de O'Neill. Estaba destinado a ser poblado por miles de Mormones y viajar más allá del Sistema solar a Tau Ceti.